# Давід Голубек
Давід Голубек (чеськ. David Holoubek, нар. 8 червня 1980, Гумполец) — чеський футбольний тренер. З 2021 року очолює тренерський штаб команди Чехія U-19.

## Кар'єра тренера
Розпочав тренерську кар'єру 2001 року, очоливши тренерський штаб команди «Гумполец», де пропрацював до 2004 року, в якому очолив молодіжну комунду празької «Спарти». У клубній структурі «Спарти» перебував до 2017 року, встигнувши попрацювати і з її головною командою, у тому числі як головний тренер протягом частини 2016 року.
2018 року провів деякий час на чолі ліберецького «Слована», після чого тренував у Словаччині місцевий «Ружомберок».
2020 року повернувся на батьківщину, очоливши на запрошення Футбольної асоціації Чеської Республіки тренерський штаб  юнацької збірної Чехії (U-18). Наступного року продовжив роботу вже з командою 19-річних.